# Kloster Ter Apel

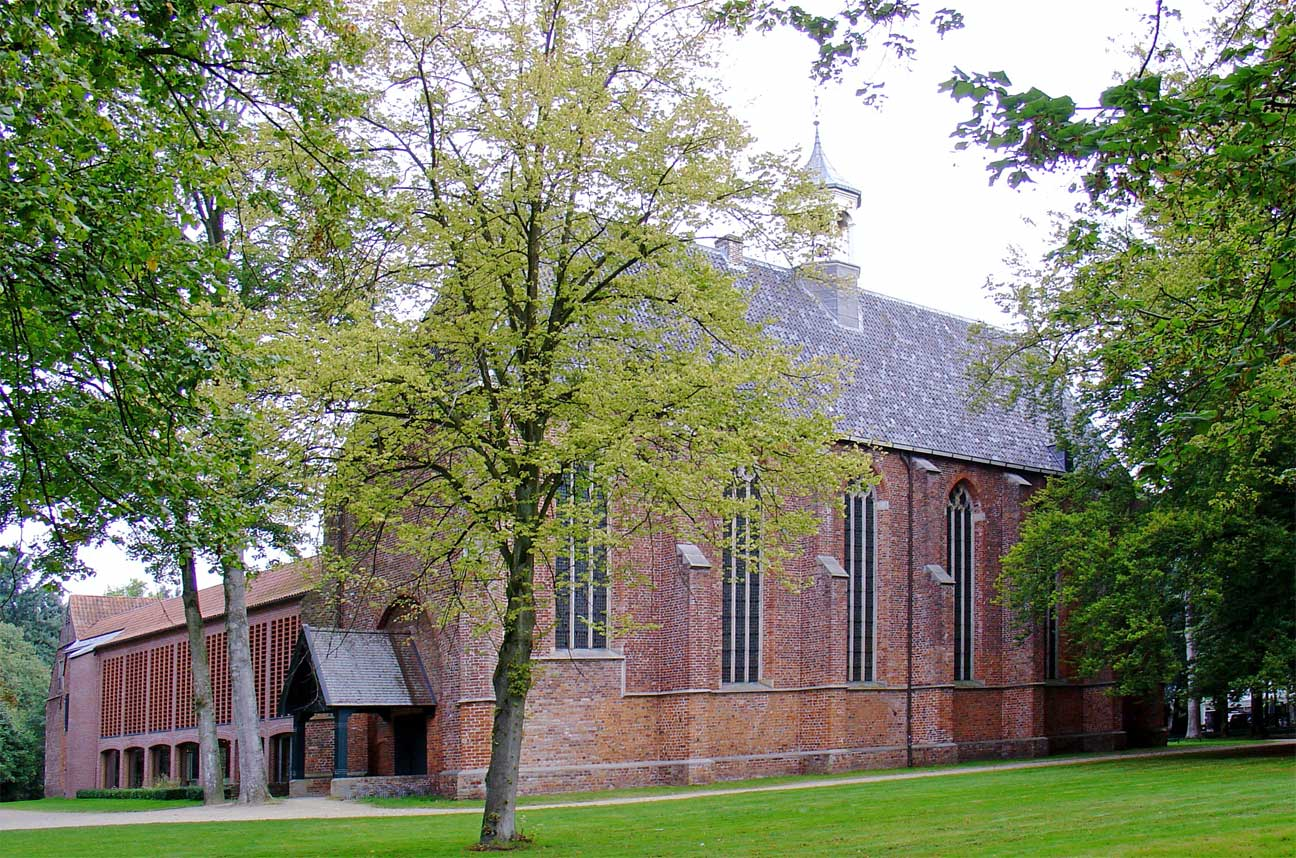
Kloster Ter Apel

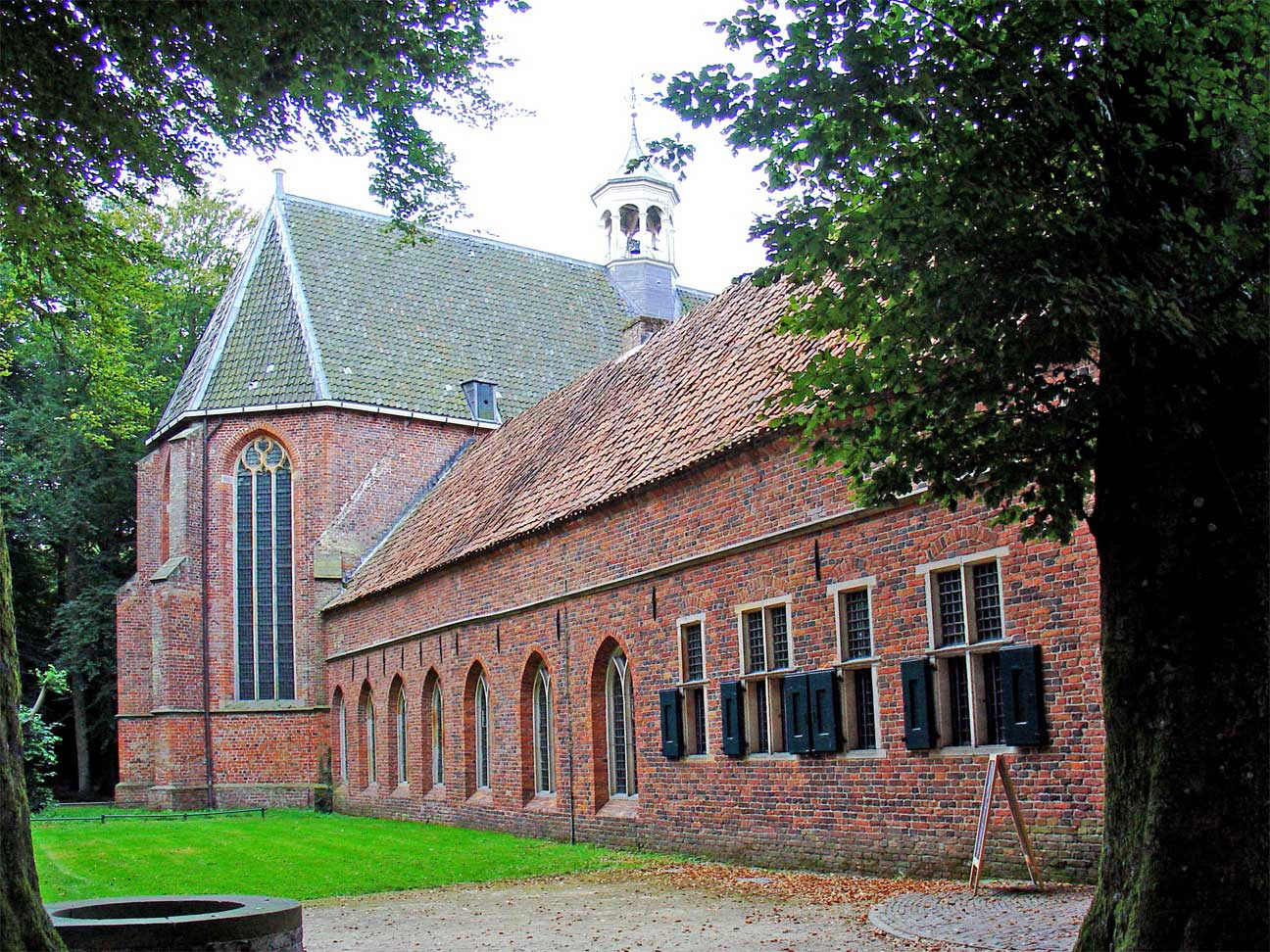
Ostflügel mit Kirche

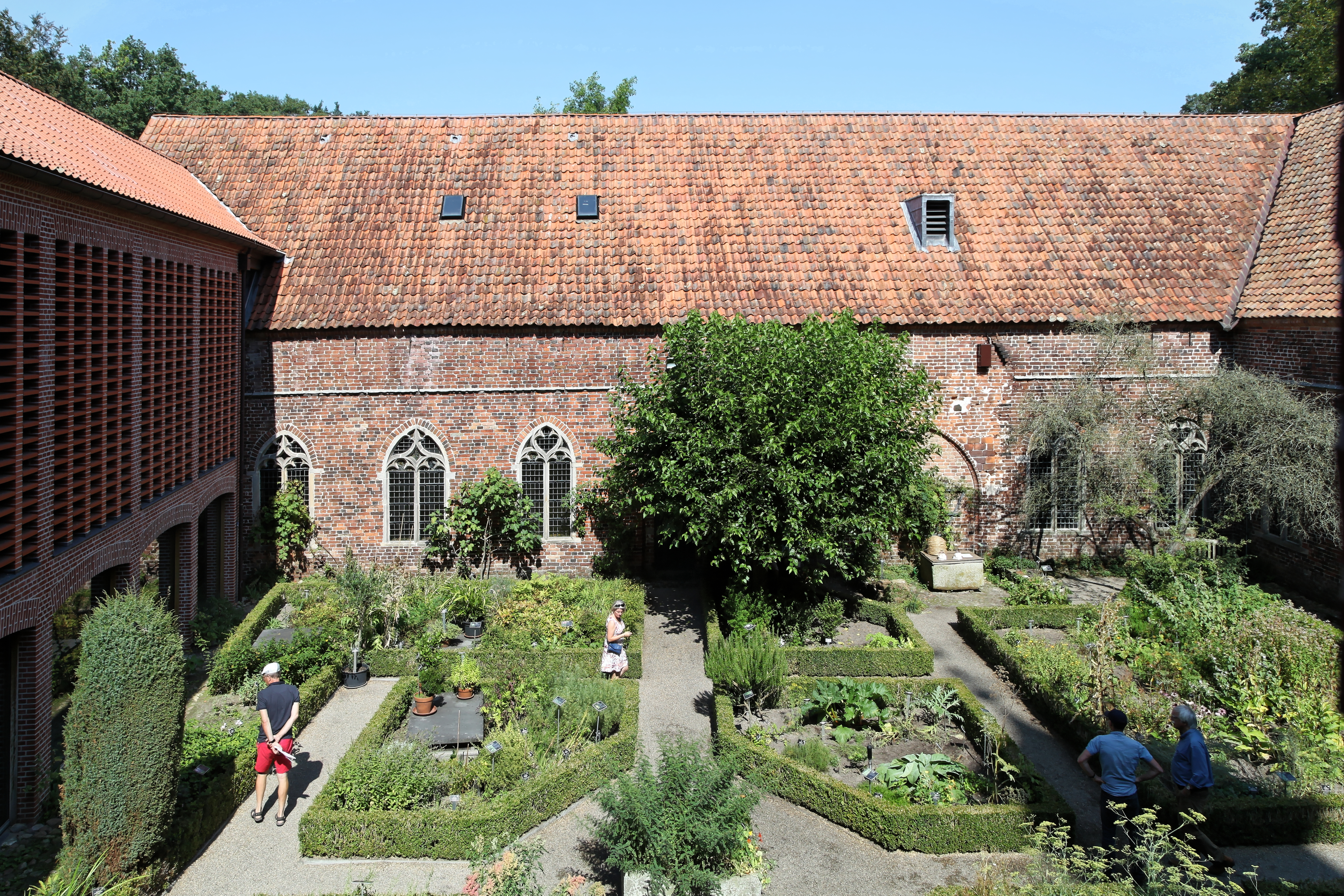
Kreuzhof mit Blick zum Nordflügel, links der neue Westflügel

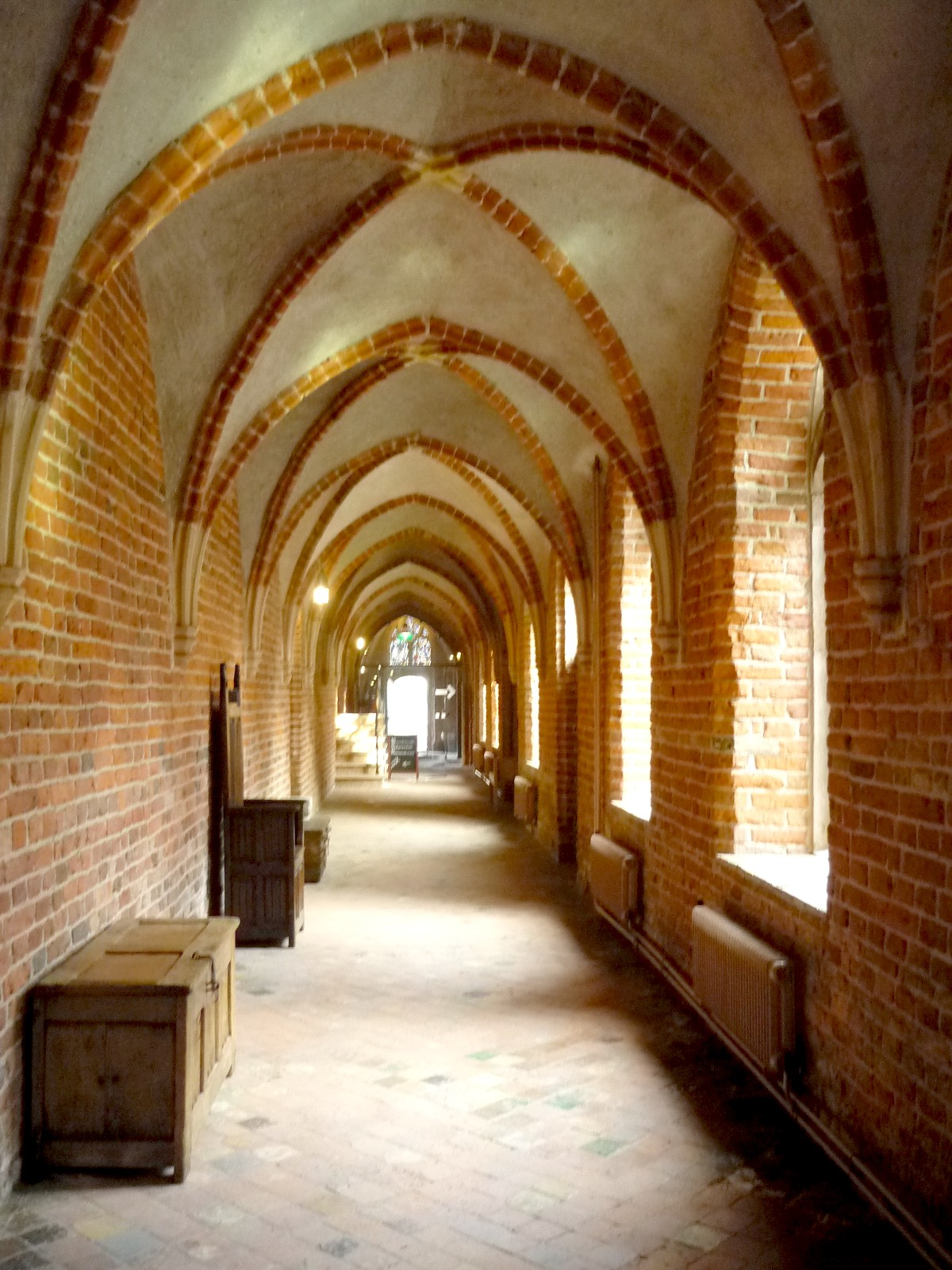
Kreuzgang

Das Kloster Ter Apel (niederländisch Klooster Ter Apel) ist ein ehemaliges Kloster aus dem 15. Jahrhundert im Südosten der Provinz Groningen in der Nähe des Dorfes Ter Apel. Das Klostergebäude wird als Museum für Kloster- und Kirchengeschichte und religiöse Kunst genutzt. Die ehemalige Laienkirche des Klosters dient als reformierte Kirche. Diese Boschkerk bildet den südlichen Flügel des Klosters. Gegenüber dem Kloster befanden sich früher die Brauerei und die Backstube des Klosters. Nach der Aufhebung des Klosters wurde hier das Commandeurshuis der Stadt Groningen eingerichtet, später das Hotel Boschhuis.

## Einführung
Das Kloster Ter Apel liegt im äußersten Südosten der Provinz Groningen auf einem bewaldeten Sandrücken an der jahrhundertealten Handelsstraße von Münster nach Groningen. Das Kloster war einst ein Ort der Gastfreundschaft und Andacht für Reisende und Pilger auf der Durchreise. Heute wird das Kloster Ter Apel noch immer als Museum genutzt.
Ter Apel war das letzte Kloster, das in Groningen gegründet wurde, aber es ist das einzige der 34 Klöster, die die Provinz im Mittelalter hatte, das noch als Kloster erkennbar ist.

## Geschichte

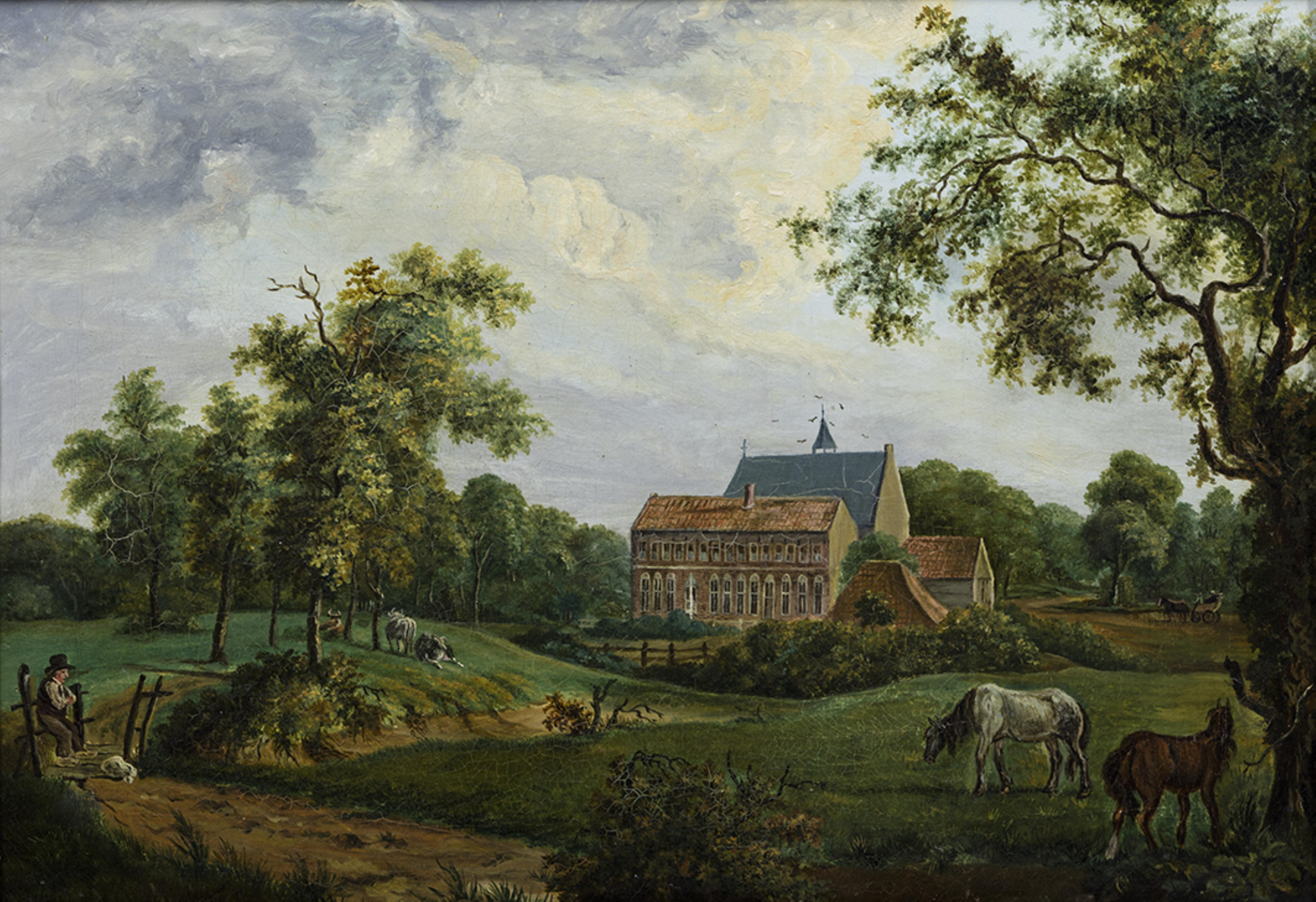
Kloster Ter Apel im Jahr 1833 von Assuerus Quaestius. Ein Jahr später wurde das ursprüngliche Obergeschoss des Nordflügels durch den Eigentümer, die Stadt Groningen, abgerissen. Der Chor der Abtei wurde dann als reformierte Kirche und das Kirchenschiff als Lager genutzt. Im Ostflügel wohnte der Vikar, im Nordflügel befanden sich die Schule und das Zimmer für den Küster-Schulmeister.

1464 schenkte Jacobus Wiltingh, Pastor in Garrelsweer und Vikar in Loppersum, seine Siedlung Apell dem Orden vom Heiligen Kreuz (Ordo Sanctae Crucis) unter der Bedingung, dass an dieser Stelle ein Kloster errichtet werden sollte. Im Mai 1465 tagte das Generalkapitel der Kreuzherren in Hoei an der Maas. Der Orden dieses Klosters nahm Ter Apel als ein Geschenk Gottes an. Er ernannte das Kloster St. Gertrudis in Bentlage an der Ems bei Rheine zu seinem Mutterkloster. Von dort wurden vier Priester und einige Laienbrüder nach Ter Apel geschickt. So entstand ein neues Kloster in der Region Westerwolde, das den Namen Domus Novae Lucis, Haus des neuen Lichts, erhielt. Zwischen 1465 und 1561 wurde das Kloster nach einem mittelalterlichen Plan gebaut. Das bedeutete neben dem Klostergebäude auch den Bau eines Torhauses, von Wassermühlen, eines Pergamenthauses, einer Bäckerei, einer Brauerei und eines Gästehauses. Mit der Eroberung des Gebietes durch Wilhelm Ludwig von Nassau-Dillenburg im Jahre 1593 wurde die Reformation eingeführt und das Kloster aufgehoben. Das Kloster kam, ebenso wie Westerwolde, in den Besitz der Stadt Groningen.
Stürme, Feuer und hohe Unterhaltskosten verursachten in den Jahrhunderten nach 1600 große Probleme. Das stattliche Kloster erfuhr bis 1930 viele Veränderungen. Der Westflügel wurde nach 1755 abgerissen. Das Obergeschoss mit den Zellen der Mönche erlitt 1834 das gleiche Schicksal, ebenso wie die baufälligen Gewölbe in der Kirche im Jahr 1837. Im Gegensatz zu allen anderen Klöstern in Groningen blieben die restlichen Bauwerke des Domus Novae Lucis von dem Abriss verschont. Dieses wurde zwischen 1930 und 1933 auf Initiative der Stadt Groningen, dem damaligen Eigentümer der Enklave, konserviert und restauriert. Der Sanierungsplan wurde von Stadtingenieur De Vos tot Nederveen Cappel geleitet. Im Erdgeschoss blieben die drei Flügel des ursprünglichen Bauwerks erhalten: die Chorherren- und Laienkirche im Südflügel; der Kapitelsaal und die Sakristei im Ostflügel; das Refektorium (heute das Klostercafé De Refter), der gewölbte Vorratskeller, das Subpriorenzimmer, das Priorenzimmer und das Gästehaus im Nordflügel. Der gewölbte Kreuzgang aus Backstein verbindet diese Räume. Er umschließt den Kreuzhof mit dem Kräutergarten.
Seit 1992 ist Klooster Ter Apel in den Top 100 der niederländischen Denkmalschutzbehörde gelistet.
Unter der Leitung des dänischen Architekten Johannes Exner wurde im Jahr 2000 mit dem Bau des neuen Westflügels begonnen und der Restaurierungsplan der OVT Architekten aus Groningen umgesetzt. Die Arbeiten wurden im September 2001 abgeschlossen.
Neben dem Kloster stand bis 2007 eine alte Linde, die auch „Zwölf-Apostel-Baum“ genannt wurde.